# Иво Ципци
Иво Ципци (Сплит, 25. април 1933) бивши је југословенски ватерполиста.

## Спортска биографија
Рођен је 25. априла 1933. године у Сплиту. За екипу Јадрана из Сплита одиграо је преко 200 службених утакмица и постигао 129 голова. Био је првак Југославије са Јадраном 1954, 1957. и 1960. године.
Био је члан сениорске репрезентације Југославије. Репрезентативац Југославије од 1953. до 1961. године и за то време је одиграо 50 утакмица. Наступио је на Олимпијским играма 1956. године у Мелбурну, где је Југославија освојила сребрну медаљу. На овим играма је био најбољи стрелац олимпијског турнира. Две године касније, на Европском првенству у Будимпешти, поново је био део екипе која је освојила сребрну медаљу. Наступио је и на Олимпијским играма 1960. године у Риму, када је заузето четврто место.
Након завршетка играчке каријере, обављао је низ спортских функција. Више од двадесет година је председник ватерполо клуба Јадран и Спортског друштва Јадран. Био је члан организационог и извршног одбора Европског првенства које је одржано у Југославији, и то у Сплиту 1981. године. Добитник је бројних награда и признања за спортска достигнућа. Године 2008. додељена му је Награда за животно дело града Сплита.